# Travis McCabe
Travis McCabe (Prescott, 12 maggio 1989) è un ex ciclista su strada statunitense, professionista dal 2013 al 2020, aveva caratteristiche di velocista.

## Carriera
Professionista dal 2013 con il Team SmartStop, ha colto la sua prima vittoria imponendosi in una frazione del Nature Valley Grand Prix. Nel 2014 divenne vicecampione nazionale nella prova in linea; nel 2016 sale nuovamente sul podio del campionato nazionale giungendo terzo.
Nel 2017 si trasferisce alla squadra Professional UnitedHealthcare, vincendo una tappa allo Herald Sun Tour in Australia, due al Tour de Langkawi in Malesia e una al Tour of Utah; l'anno dopo debutta nelle classiche di primavera in Europa, pur senza risultati di rilievo, e si aggiudica due frazioni al Tour of Utah e una alla Colorado Classic.
Nel 2019, a seguito della chiusura della UnitedHealthcare, viene messo sotto contratto dal nuovo team Continental Floyd's Pro Cycling diretto da Floyd Landis.

## Palmarès
- 2013 (Team SmartStop, una vittoria)

4ª tappa Nature Valley Grand Prix
- 2014 (Team SmartStop, sei vittorie)

3ª tappa Redlands Bicycle Classic
Winston-Salem Cycling Classic
3ª tappa Joe Martin Stage Race
5ª tappa Nature Valley Grand Prix
3ª tappa Cascade Cycling Classic
Classifica generale USA Cycling National Racing Calendar
- 2016 (Holowesko, quattro vittorie)

4ª tappa Joe Martin Stage Race (Fayetteville > Fayetteville)
5ª tappa Redlands Bicycle Classic
2ª tappa Tour of the Gila
4ª tappa Tour of Utah (Lehi > Kearns)
- 2017 (UnitedHealthcare, sette vittorie)

3ª tappa Herald Sun Tour (Benalla > Mitchelton Winery)
2ª tappa Tour de Langkawi (Jerteh > Gerik)
8ª tappa Tour de Langkawi (Setiawangsa > Putrajaya)
2ª tappa Tucson Bicycle Classic
3ª tappa Tucson Bicycle Classic
Classifica generale Tucson Bicycle Classic
5ª tappa Tour of Utah (Layton > Bountiful)
- 2018 (UnitedHealthcare, tre vittorie)

1ª tappa Tour of Utah (Cedar City > Cedar City)
3ª tappa Tour of Utah (Antelope Island > Layton City)
4ª tappa Colorado Classic (Denver > Denver)
- 2019 (Floyd's Pro Cycling, due vittorie)

3ª tappa Tour de Langkawi (Muar > Putrajaya)
2ª tappa Tour of the Gila (Fort Bayard > Fort Bayard)

### Altri successi
- 2016 (Holowesko)

Classifica punti Tour of the Gila
- 2017 (UnitedHealthcare)

Classifica punti Tour of the Gila
Classifica punti Tour of Utah
Classifica punti Colorado Classic
- 2018 (UnitedHealthcare)

Classifica punti Tour of Utah
- 2019 (Floyd's Pro Cycling)

Classifica punti Tour de Langkawi

## Piazzamenti

### Classiche monumento
- Giro delle Fiandre

2020: ritirato